# Matra MS5
Matra MS5 – samochód Formuły 2, zaprojektowany dla koncernu Matra przez Bernarda Boyera. Brał udział również w wyścigach Formuły 1 i Formuły 3.
Samochód, oparty na monocoque, osiągał bardzo dobre wyniki w Formule 2 i Formule 3. W Formule 1 zadebiutował podczas Grand Prix Niemiec 1966. W Formule 1 modeli MS5 używały: fabryczny zespół Matry, Tyrrell Racing Organisation oraz Ecurie Ford-France.
Zbudowano sześć egzemplarzy modelu. Do dziś przetrwało pięć.

## Wyniki w Formule 1
| Legenda oznaczeń w tabelach wyników Wyświetl szablon na nowej stronie | Legenda oznaczeń w tabelach wyników Wyświetl szablon na nowej stronie                                                                     |
| Oznaczenie                                                            | Wyjaśnienie |
| --------------------------------------------------------------------- | --- |
| Złoty                                                                 | Zwycięzca lub mistrzostwo |
| Srebrny                                                               | 2. miejsce lub wicemistrzostwo |
| Brązowy                                                               | 3. miejsce lub II wicemistrzostwo |
| Zielony                                                               | Ukończył, punktował (w klasyfikacji generalnej, gdy zdobył co najmniej jeden punkt na przestrzeni sezonu, poza trzema powyższymi opcjami) |
| Niebieski                                                             | Ukończył, nie punktował (w klasyfikacji generalnej, gdy nie zdobył co najmniej jednego punktu na przestrzeni sezonu)                      |
| Czerwony                                                              | Nie zakwalifikował się (NZ) |
| Czerwony                                                              | Nie prekwalifikował się (NPK) |
| Różowy                                                                | Nie ukończył (NU) |
| Różowy                                                                | Niesklasyfikowany (NS) (w klasyfikacji generalnej, gdy nie został sklasyfikowany w żadnym wyścigu sezonu)                                 |
| Czarny                                                                | Zdyskwalifikowany (DK) |
| Czarny                                                                | Wykluczony (WYK/EX) |
| Biały                                                                 | Nie wystartował (NW) |
| Biały                                                                 | Kontuzjowany (K/INJ) |
| Biały                                                                 | Wyścig odwołany (OD/C) |
| Bez koloru                                                            | Został wycofany (WYC/WD) |
| Bez koloru                                                            | Nie przybył (NP/DNA) |
| Bez koloru                                                            | Nie brał udziału w treningach (NT/DNP) |
| Bez koloru                                                            | Nie został zgłoszony (–) |
| Pogrubienie                                                           | Start z pole position |
| Kursywa                                                               | Najszybsze okrążenie wyścigu |
| †                                                                     | Nie ukończył, ale jego rezultat został zaliczony ze względu na przejechanie więcej niż 90% dystansu wyścigu.                              |
| *                                                                     | Sezon w trakcie |
| 1/2/3                                                                 | Punktowana pozycja w sprincie kwalifikacyjnym                                                                                             |
| Lista systemów punktacji Formuły 1                                    | |

| Sezon | Zespół                      | Silnik  | Opony | Kierowcy             | 1   | 2   | 3   | 4   | 5   | 6   | 7   | 8   | 9   | 10  | 11  | Pkt. | Msc. |
| ----- | --------------------------- | ------- | ----- | -------------------- | --- | --- | --- | --- | --- | --- | --- | --- | --- | --- | --- | ---- | ---- |
| 1966  | Tyrrell Racing Organisation | BRM R4  | D     |                      | MCO | BEL | FRA | GBR | NLD | DEU | ITA | USA | MEX |     |     | 0    | NS   |
| 1966  | Tyrrell Racing Organisation | BRM R4  | D     | Hubert Hahne         |     |     |     |     |     | 9   |     |     |     |     |     | 0    | NS   |
| 1966  | Tyrrell Racing Organisation | Ford R4 | D     | Jacky Ickx           |     |     |     |     |     | NU  |     |     |     |     |     | 0    | NS   |
| 1966  | Matra Sports                | Ford R4 | D     | Jo Schlesser         |     |     |     |     |     | 10  |     |     |     |     |     | 0    | NS   |
| 1966  | Matra Sports                | Ford R4 | D     | Jean-Pierre Beltoise |     |     |     |     |     | 8   |     |     |     |     |     | 0    | NS   |
| 1967  | Ecurie Ford-France          | Ford R4 | D     |                      | ZAF | MCO | NLD | BEL | FRA | GBR | DEU | CND | ITA | USA | MEX | 0    | NS   |
| 1967  | Ecurie Ford-France          | Ford R4 | D     | Jo Schlesser         |     |     |     |     |     |     | NU  |     |     |     |     | 0    | NS   |